# Wyvern

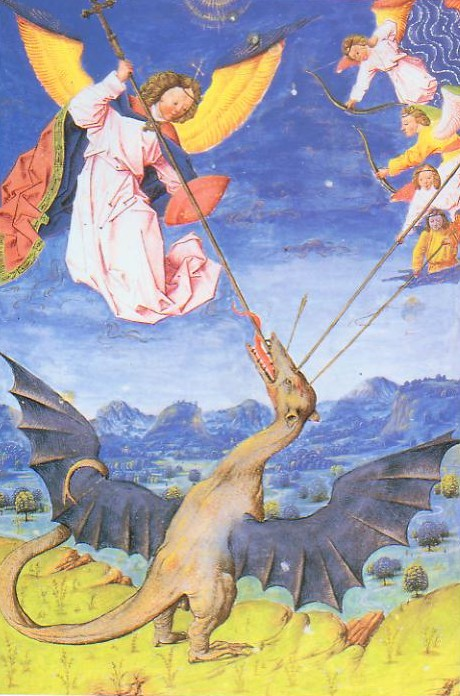
Sint-Michaël en de engelen vechten met de wyvern (Liber Floridus, 1448).

Wyvern

De wyvern is een fictief gevleugeld reptiel dat voorkomt in middeleeuwse folkloristische verhalen. 

## Etymologie
De naam wordt op zijn Engels uitgesproken als "wai-vern".
De naam is een verbastering van Middenengels wyvere, wyver (13e eeuw), een ontlening aan Oudfrans wivre (Frans: guivre en vouivre). Dit is weer afgeleid van het Latijnse woord vipera, dat adder of slang betekent. Het woord is in het oudste Frans verbasterd tot wipera onder Germaanse invloed (Oudhoogduits: wipera).

## Kenmerken
De wyvern wordt meestal staand afgebeeld en lijkt op de normale Europese draak, maar er zijn verschillen. De wyvern heeft maar twee poten, wat het meer op een vogel doet lijken. Die poten worden dan ook vaak als vogelpoten afgebeeld. Het beest kan vuur spuwen en heeft een gevorkte staart of een slangenstaart. De wyvern maakt een fluitend geluid.

## Varianten
Een van de varianten van de wyvern is de zee-wyvern. De wyvern zouden de meest katachtigen van alle draken zijn, met hun katachtige intelligentie en humeur. In de middeleeuwen zouden ze de nuttigste drakensoort zijn voor tovenaars en heksen, omdat ze de unieke kracht hadden om met spreuken om te kunnen gaan.
De wyvern is vergelijkbaar met de slangdraak, die weer vergelijkbaar is met de basilisk, en de lintworm. In de heraldiek is de wyvern vrijwel identiek met de gevleugelde lintwormen op Scandinavische wapens.  Er zijn ook uiterlijke gelijkenissen met de griffioen.

## Verhalen
In de middeleeuwse legende De Wyvern van Mordiford is het dier onverwacht ontroerend en roept het gevoelens van liefde en vriendschap op.

## Symboliek en voorkomen
De wyvern staat symbool voor jaloezie, oorlog en de duivel. Het is ook de gepersonifieerde pest. De wyvern komt veel voor in de heraldiek. Zo staat er een goudkleurige wyvern op de vlag van koning Harold II van Engeland afgebeeld op het tapijt van Bayeux en hebben er verschillende Engelse legerregimenten een wyvern als onderdeel van hun embleem.
In de jaren vijftig was er een automodel van fabrikant Vauxhall met de naam Wyvern en recenter verschijnt de wyvern ook in sommige computerspellen als onder meer het oproepbare dier Skeletal Wyvern in de bekende MMORPG's RuneScape, World of Warcraft en Final Fantasy XIV.

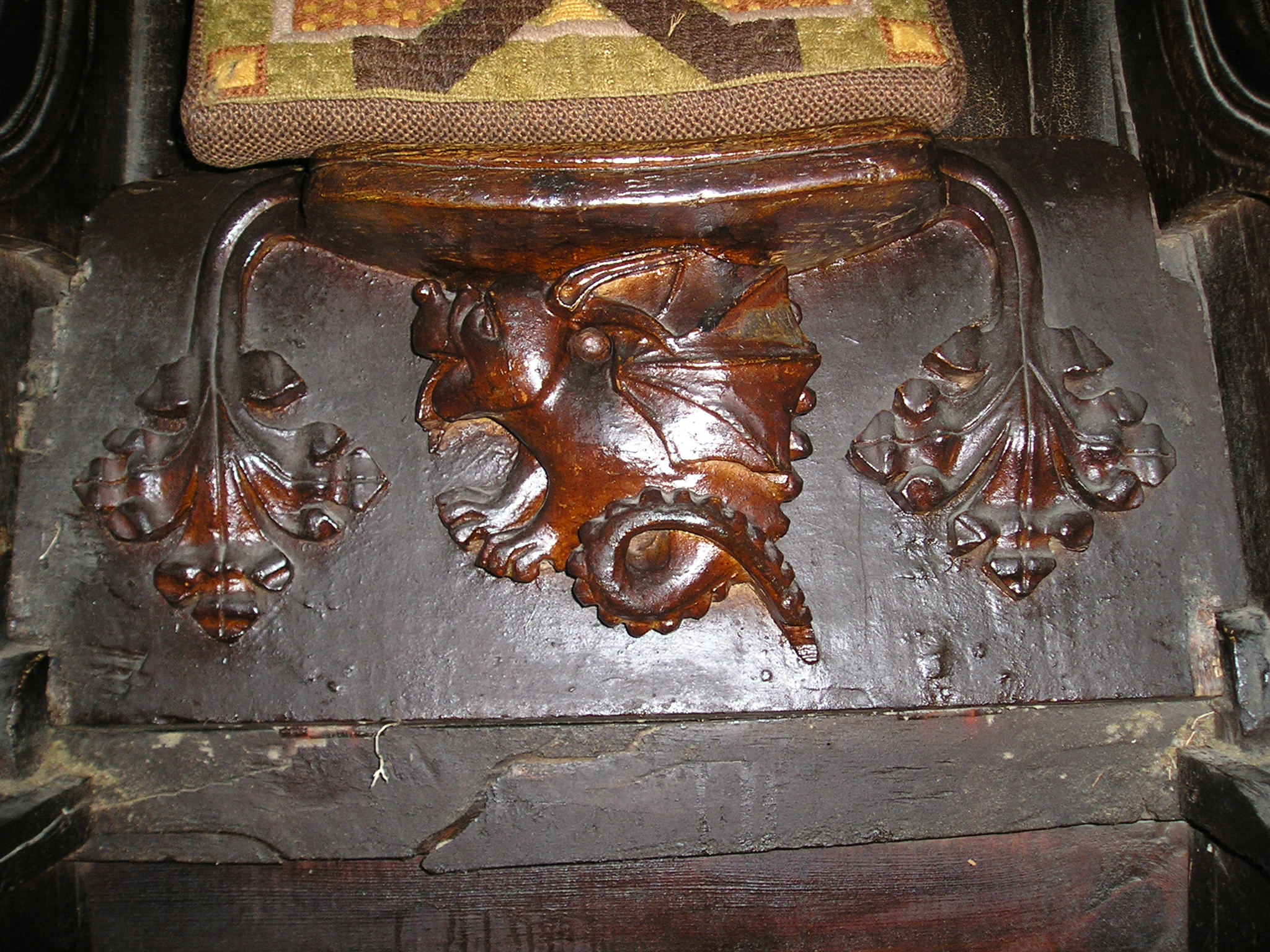
Wyvern in het Great Malvern Priory
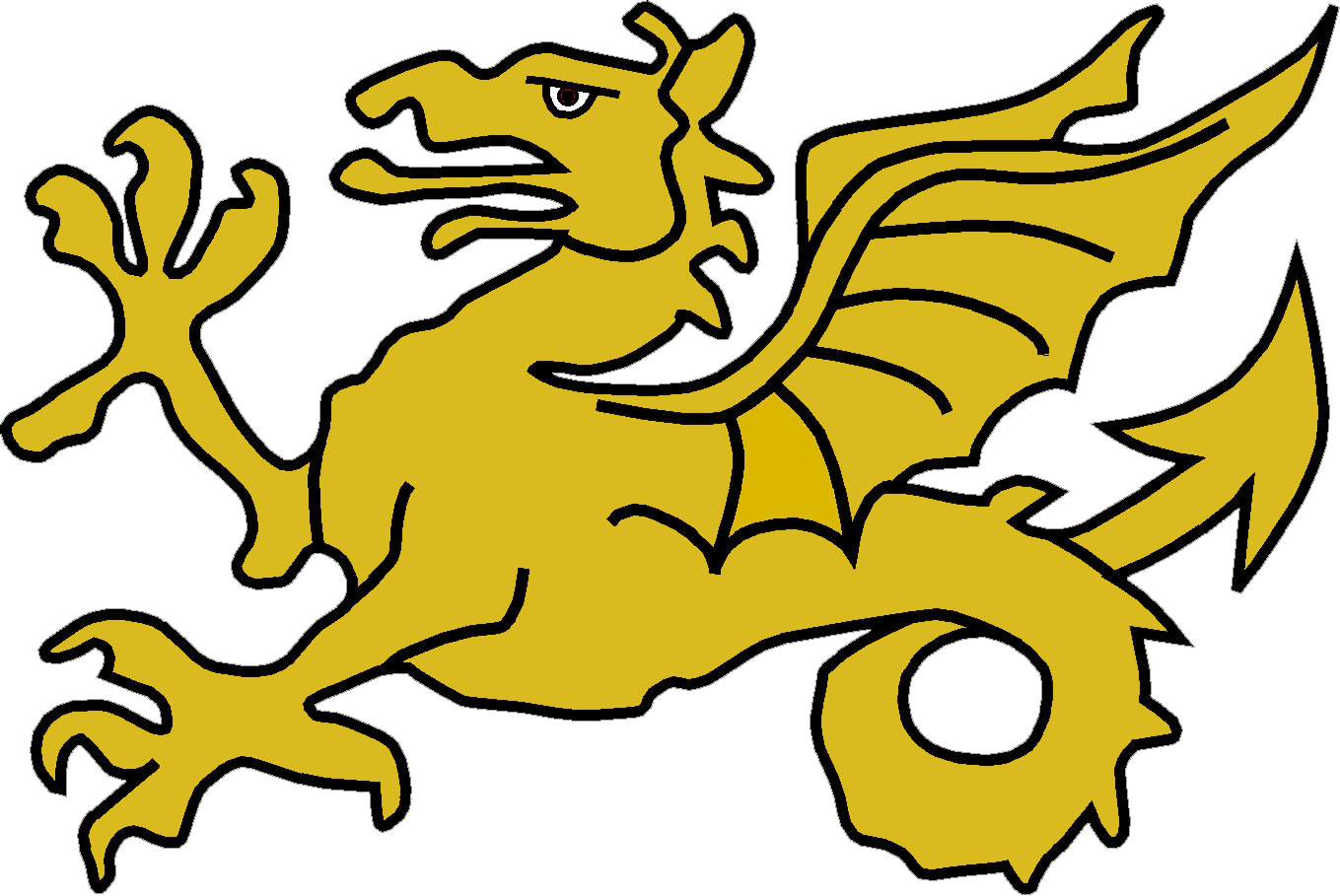
Wyvern van Wessex
Wyvern op het wapen van Edinburgh
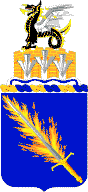
Wyvern op het wapen van een Amerikaans infanterieregiment